# Nazionale maschile di calcio della Serbia e Montenegro
La nazionale maschile di calcio della Serbia e Montenegro (in serbo Muška fudbalska reprezentacija Srbije i Crne Gore) era una nazionale di calcio che rappresentava lo stato di Serbia e Montenegro dal 2003 fino al 2006.
Era erede della nazionale della Jugoslavia e ha partecipato alla fase finale della Coppa del mondo del 2006 e alle qualificazioni agli Europei del 2004.
Da essa sono nate le nazionali maschili della Serbia, del Montenegro e del Kosovo; di esse, solo la prima ha ereditato lo storico dei risultati ottenuti dalla nazionale serbo-montenegrina.

## Storia
La prima partita ufficiale fu giocata il 12 febbraio 2003 in una gara valevole per la terza giornata del Girone I delle qualificazioni agli Europei del 2004 contro l'Azerbaijan finita 2-2 con il primo storico gol segnato da Mijatović.
Successivamente furono giocate tre amichevoli (che si rivelarono tutte sconfitte) contro la Bulgaria, la Germania e l'Inghilterra.
Dopo queste amichevoli, la nazionale continuó a partecipare alle qualificazioni agli europei del 2004 dove perse due partite, ne pareggio una e ne vinse due. Considerando anche le partite precedenti, I plavi conclusero a 12 punti posizionandosi al terzo posto e, per solo un punto, furono eliminati direttamente dalla manifestazione. 
Nei mesi seguenti giocò qualche altra amichevole.
Dal settembre del 2004 i plavi iniziarono le prime partite per qualificarsi ai mondiali di calcio 2006, dove fu inserita nel gruppo 7 insieme a Belgio, Bosnia ed Erzegovina, Lituania, San Marino e Spagna.
La prima che sfidò la Serbia e Montenegro fu San Marino, dove riuscì a vincere 3-0 con un gol di Vukič al 4' e doppietta di Jestrović al 15' e al 85'.
Al ritorno, sempre contro San Marino, I plavi ottennero la loro più grande vittoria della loro storia contro San Marino per 5-0.
Nelle partite rimanenti non arrivano sconfitte e per questo, dopo aver vinto 1-0 all'ultima giornata con la Bosnia ed Erzegovina, la Nazionale concluse al primo posto nel girone davanti alla Spagna di due punti accedendo cosí si loro primi e ultimi Mondiali.
Fu cosí che venne inserita nel girone della morte, ovvero il Gruppo C, insieme ad Argentina, Paesi Bassi e Costa d'Avorio. Il problema suscitato da molti però era che la Nazione "Serbia e Montenegro" si era ufficialmente divisa il 3 giugno,  una settimana prima dei mondiali, e ciò creó preoccupazioni su una possibile ritiro/squalifica com'è successo alla Jugoslavia nel 1992 agli Europei, ma alla fine fu deciso di far giocare ai plavi il mondiale prima di scogliere la compagine definitivamente, anche se presero parte solo giocatori serbi.
La prima partita per la nazionale ai mondiali dunque fu disputata l'11 giugno 2006, contro i Paesi Bassi dove persero 1-0 a Lipsia. Dopo giunse la sconfitta più grande della storia della nazionale, ovvero un 6-0 inflitto dall'Argentina; dopo questa sconfitta era ufficiale l'eliminazione della nazionale dal torneo, ma si dovette comunque giocare l'ultima partita del girone persa in rimonta con la Costa d'Avorio per 3-2, con reti di Žigić e Ilić.
Dopo questa partita la nazionale si divide ufficialmente tra la Serbia e il Montenegro, di cui la prima è l'erede ufficiale.

## Partecipazioni ai tornei internazionali
Legenda: Grassetto: Risultato migliore, Corsivo: Mancate partecipazioni

## Statistiche dettagliate sui tornei internazionali
| Anno | Luogo    | Piazzamento | V | N | P | Gol  |
| ---- | -------- | ----------- | - | - | - | ---- |
| 2006 | Germania | 1°Turno     | 0 | 0 | 3 | 2:11 |

Europei
| Anno | Luogo      | Piazzamento     | V | N | P | Gol |
| ---- | ---------- | --------------- | - | - | - | --- |
| 2004 | Portogallo | Non qualificata | - | - | - | -   |

## Tutte le rose
Coppa del Mondo FIFA 20061 Jevrić, 2 Ergić, 3 Dragutinović, 4 Duljaj, 5 Vidić, 6 Gavrančić, 7 Koroman, 8 Kežman, 9 Milošević, 10 Stanković, 11 P. Đorđević, 12 Kovačević, 13 Basta, 14 N. Đorđević, 15 Dudić, 16 D. Petković, 17 Nađ, 18 Vukić, 19 Žigić, 20 Krstajić, 21 Ljuboja, 22 Ilić, 23 Stojković, CT: I. Petković

## Record individuali[13]
| Pos. | Giocatore        | Presenze | Reti | Periodo   |
| ---- | ---------------- | -------- | ---- | --------- |
| 1    | Dragoslav Jevric | 31       | 0    | 2003-2006 |
| 2    | Savo Milošević   | 30       | 3    | 2003-2006 |
| 3    | Zvonimir Vukic   | 26       | 6    | 2003-2006 |
| 4    | Mladen Krstajic  | 25       | 1    | 2003-2006 |
| 5    | Igor Duljaj      | 24       | 0    | 2003-2006 |
| 5    | Goran Gavrancic  | 24       | 0    | 2003-2006 |
| 7    | Mateja Kežman    | 22       | 7    | 2003-2006 |
| 7    | Dejan Stanković  | 22       | 4    | 2003-2006 |
| 9    | Ognjen Koroman   | 19       | 1    | 2003-2006 |
| 10   | Sasa Ilic        | 17       | 3    | 2003-2006 |

Classifica Reti
| Pos. | Giocatore       | Reti | Presenze | Periodo   | Reti/pr. |
| ---- | --------------- | ---- | -------- | --------- | -------- |
| 1    | Mateja Kežman   | 7    | 22       | 2003-2006 | 0,32     |
| 2    | Zvonimir Vukic  | 6    | 26       | 2003-2006 | 0,23     |
| 3    | Nenad Jestrovic | 5    | 12       | 2003-2005 | 0,42     |
| 4    | Dejan Stanković | 4    | 22       | 2003-2006 | 0,18     |
| 4    | Nikola Zigic    | 4    | 13       | 2004-2006 | 0,31     |
| 6    | Savo Milošević  | 3    | 30       | 2003-2006 | 0,1      |
| 6    | Sasa Ilic       | 3    | 17       | 2004-2006 | 0,18     |
| 8    | Branko Boskovic | 2    | 8        | 2003-2005 | 0,25     |
| 9    | Ognjen Koroman  | 1    | 19       | 2003-2006 | 0.05     |
| 9    | Nemanja Vidić   | 1    | 17       | 2003-2005 | 0,06     |